# A Mineral Love
A Mineral Love è il settimo album in studio dell'autore di musica elettronica Bibio, il quarto con la Warp Records. È stato pubblicato il 1º aprile 2016.
In Metacritic, che assegna un punteggio medio ponderato su 100 alle recensioni dei critici principali, A Mineral Love ha ricevuto un punteggio medio del 77% basato su 11 recensioni, che indica "recensioni generalmente favorevoli".

## Tracce
1. Petals – 2:32
2. A Mineral Love – 3:17
3. Raxeira – 2:52
4. Town & Country – 4:03
5. Feeling – 3:27
6. The Way You Talk (feat. Gotye) – 2:50
7. With the Thought of Us – 3:46
8. Why So Serious? (feat. Olivier St. Louis) – 4:46
9. C'est La Vie – 3:31
10. Wren Tails – 1:34
11. Gasoline & Mirrors (feat. Wax Stag) – 5:43
12. Saint Thomas – 3:39
13. Light Up the Sky – 3:38